# Sinagoga maggiore di Norimberga
La sinagoga maggiore di Norimberga (conosciuta anche come sinagoga Hans-Sachs-Platz), oggi scomparsa, era la più grande tra le sinagoghe della città di Norimberga, in Germania. Costruita tra il 1870 e il 1874 in stile neomoresco, fu una delle tre sinagoghe monumentali della Germania la cui demolizione fu decretata dalle autorità naziste nell'estate del 1938, prima ancora che la quasi totalità di esse andasse distrutta nel novembre dello stesso anno negli incendi della notte dei cristalli (Kristallnacht).

## Storia

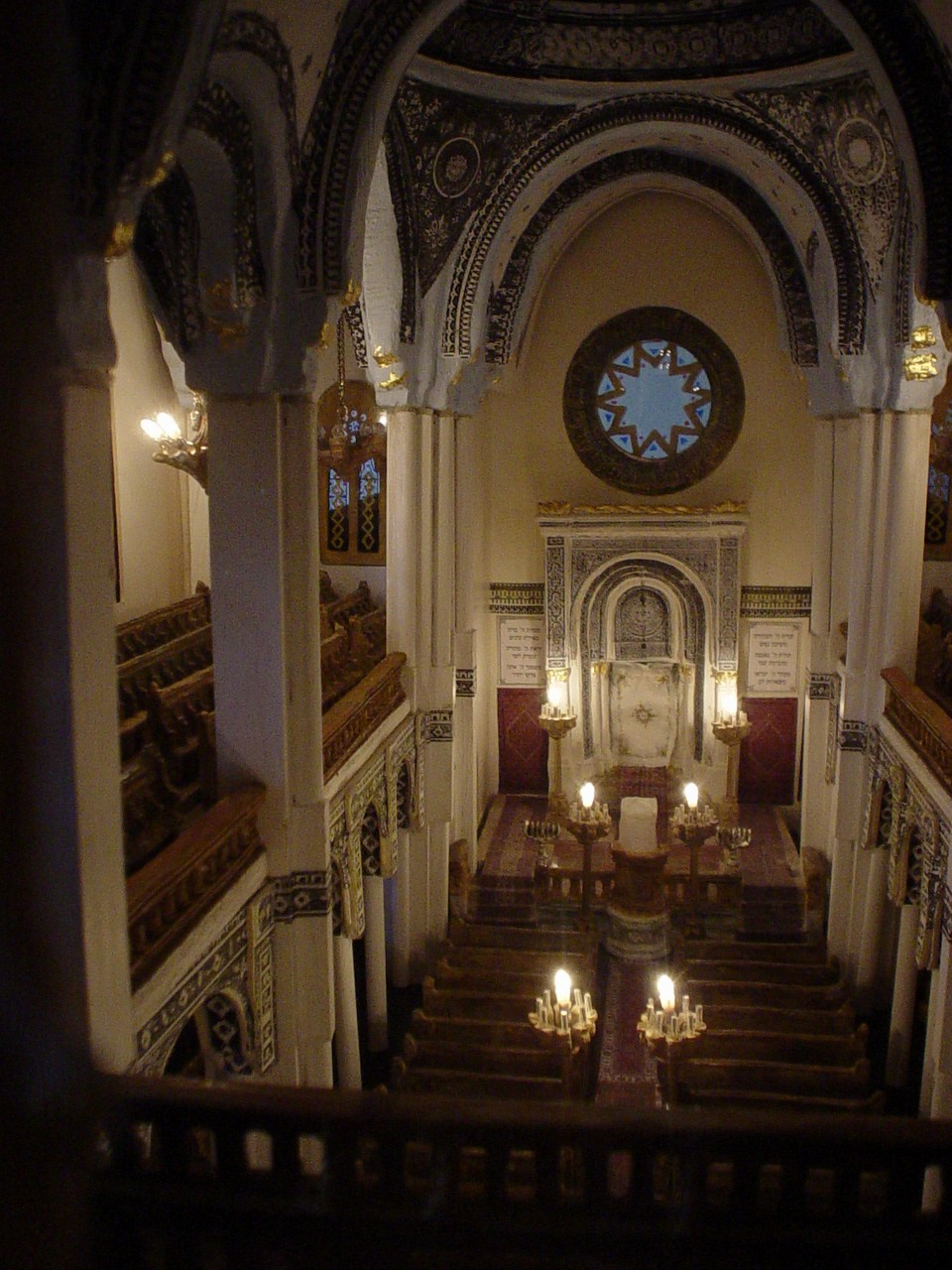
L'interno della sinagoga (ricostruzione artistica secondo il modello originario)

Nell'Ottocento la comunità ebraica di Norimberga aveva conosciuto uno straordinario sviluppo economico e demografico. Si imponeva così l'edificazione di nuovi e più ampi luoghi di culto. La costruzione ebbe inizio nel settembre del 1870 e si concluse l'8 settembre 1874 con la solenne cerimonia di inaugurazione avvenuta alla presenza della massime autorità civili e religiose della città.
Dopo la costruzione del Leopoldstädter Tempel a Vienna nel 1858, lo stile neomoresco si era rapidamente affermato in tutta Europa come stile privilegiato nell'edificazione delle sinagoghe monumentali post-emancipazione. Per la sinagoga di Norimberga, l'architetto tedesco Adolf Wolff ne propose una variante meno "esotica" attraverso l'inclusione di elementi eclettici bizantini neoromanici, secondo il gusto del tempo.
La sinagoga era imponente. L'esterno aveva una massiccia facciata ingentilita da una grande arcata centrale con torrioni laterali, sormontate da piccole cupolette. Al centro era la grande cupola circolare. L'interno, che poteva ospitare comodamente seduti 546 uomini e 389 donne, presentava un monumentale impianto basilicale con pilasti e colonne e un soffitto a volte con decorazioni vivaci.  La stampa dell'epoca celebrò la costruzione per l'esotica monumentalità ma al tempo stesso per lo stile sobrio, non sovraccarico.
La sinagoga sarà il centro della vita religiosa e culturale della comunità ebraica riformata di Norimberga per 64 anni. Nel 1875 vi fu installato l'organo.

## I dipinti e le cartoline turistiche
La collocazione della sinagoga in uno dei quartieri più pittoreschi della città ne fece da subito un'attrazione turistica immortalata in innumerevoli cartoline e dipinti. La sinagoga ebbe visitatori illustri, dal principe reggente Luitpold di Baviera nel 1886 all'imperatore Guglielmo II di Germania nel 1897.  

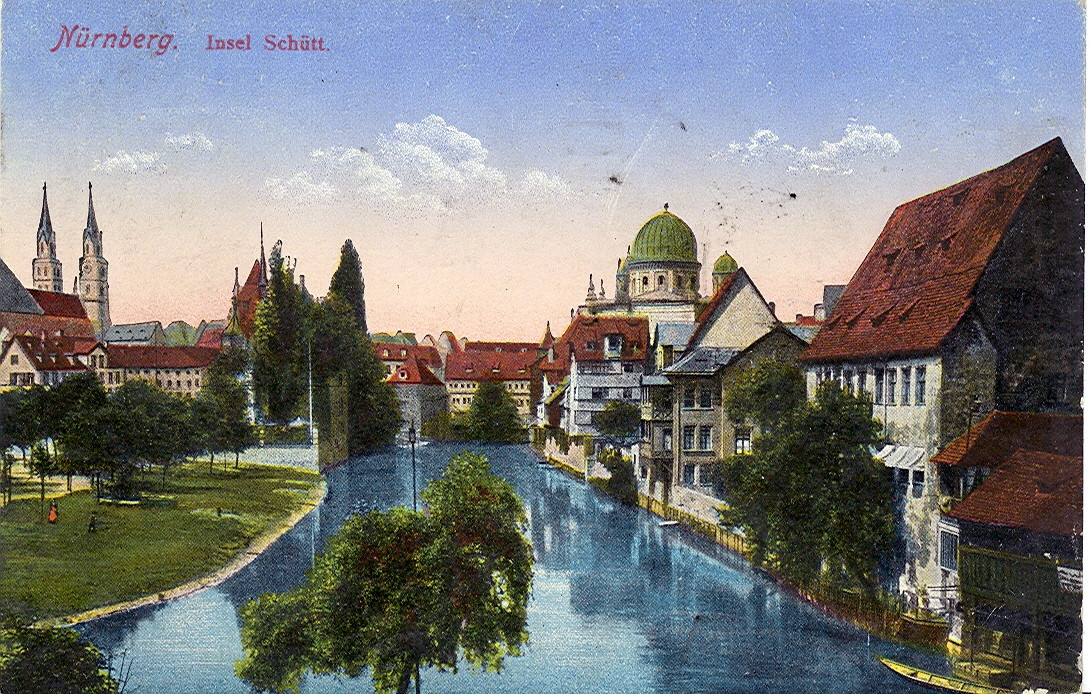
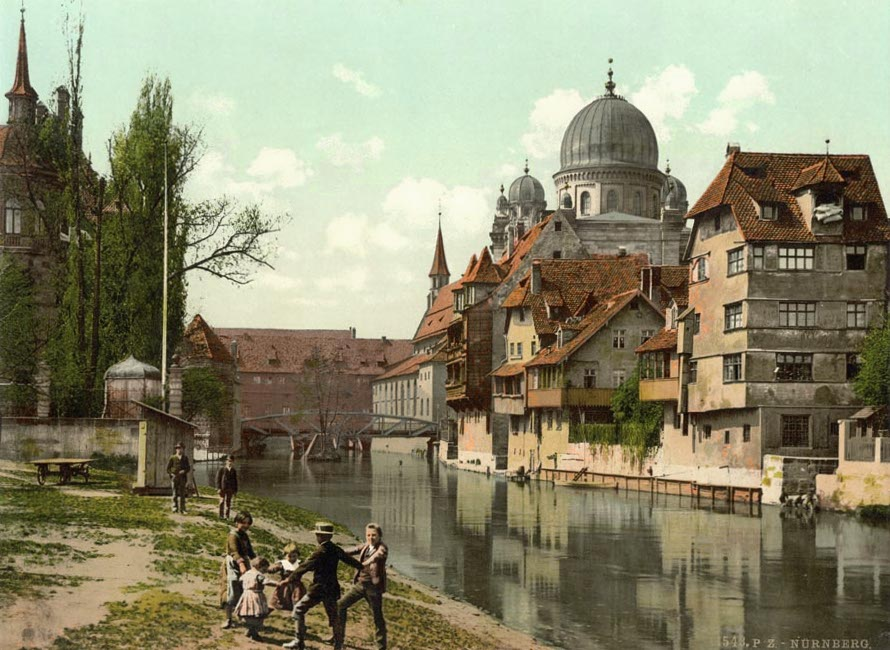
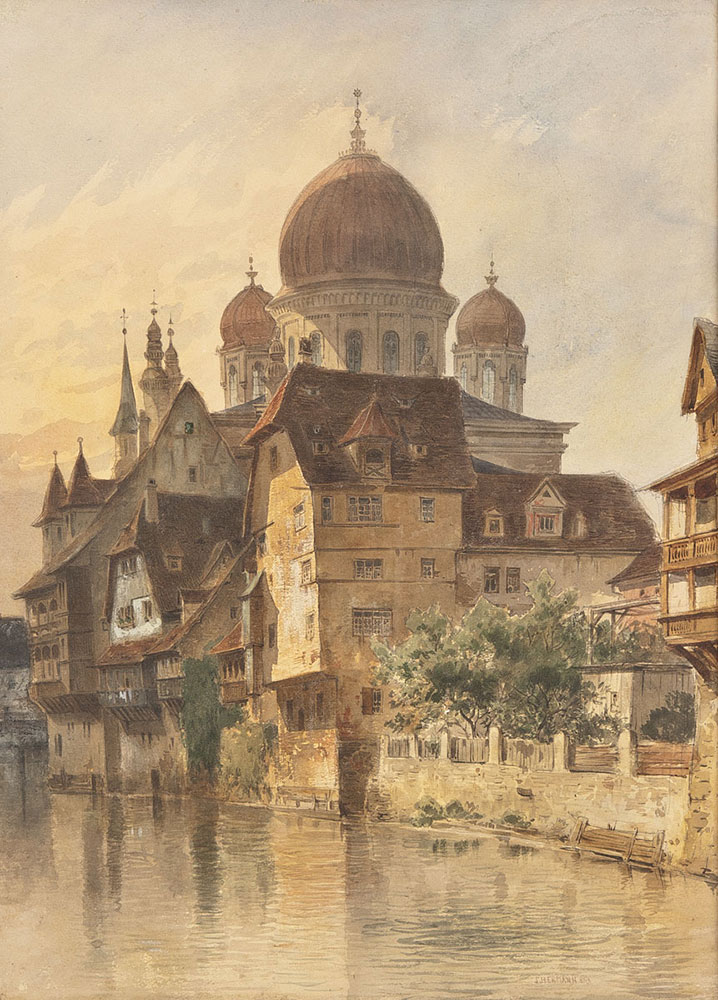
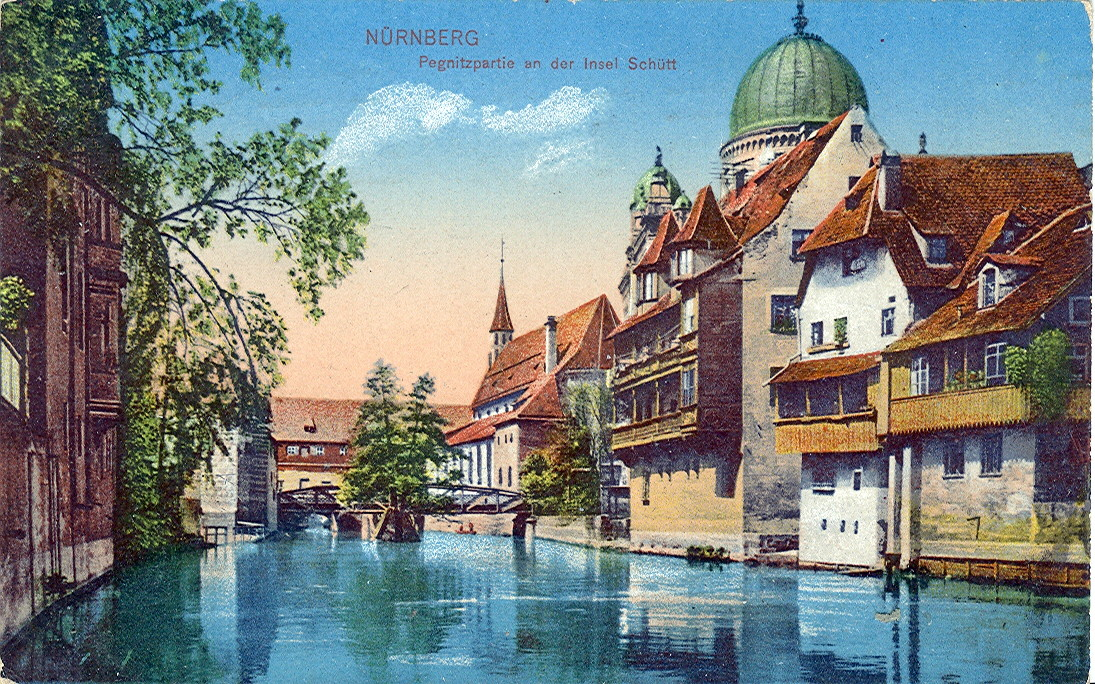
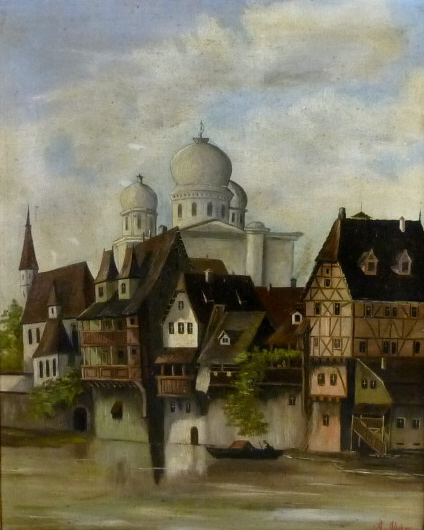
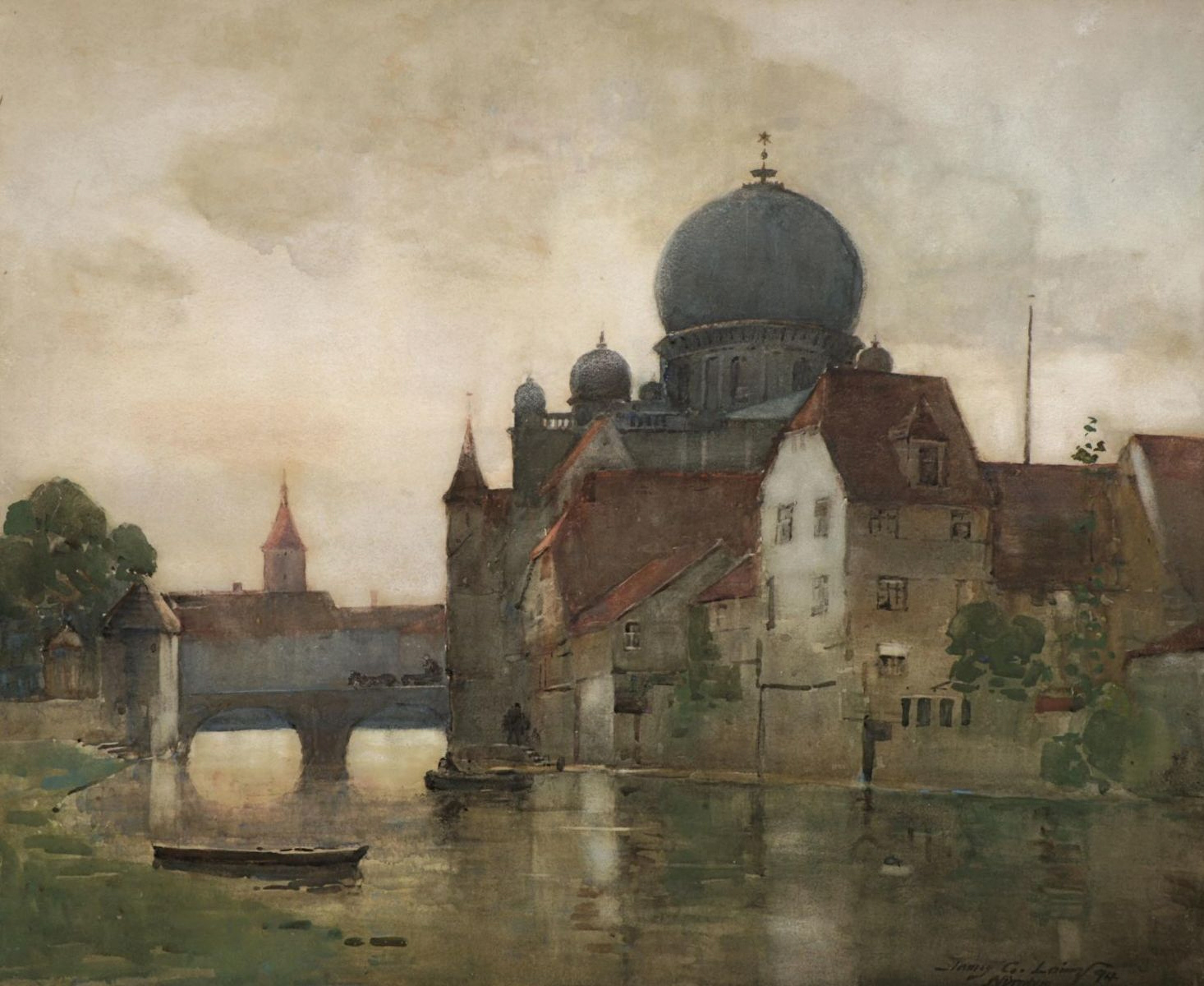
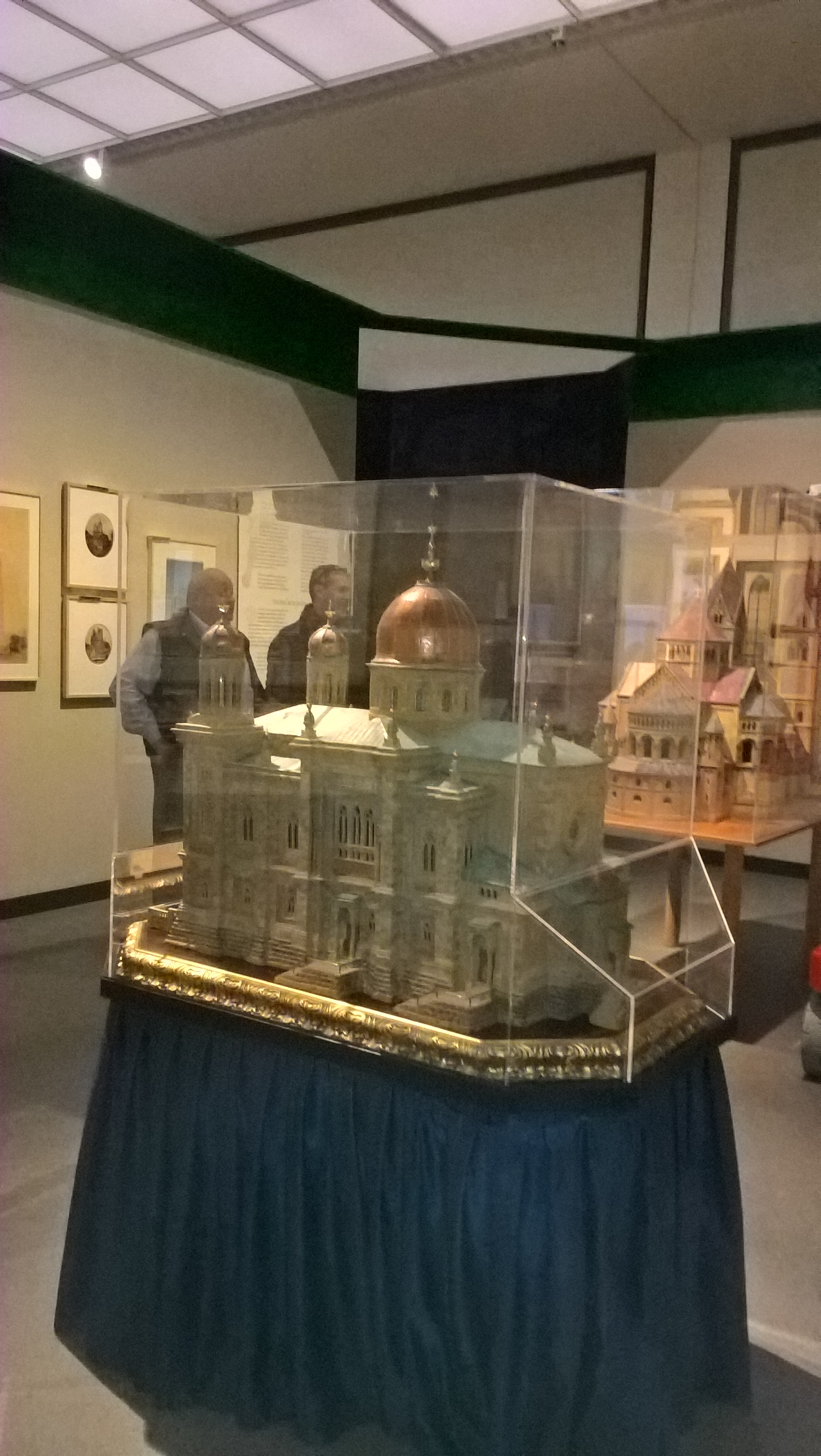

## La demolizione

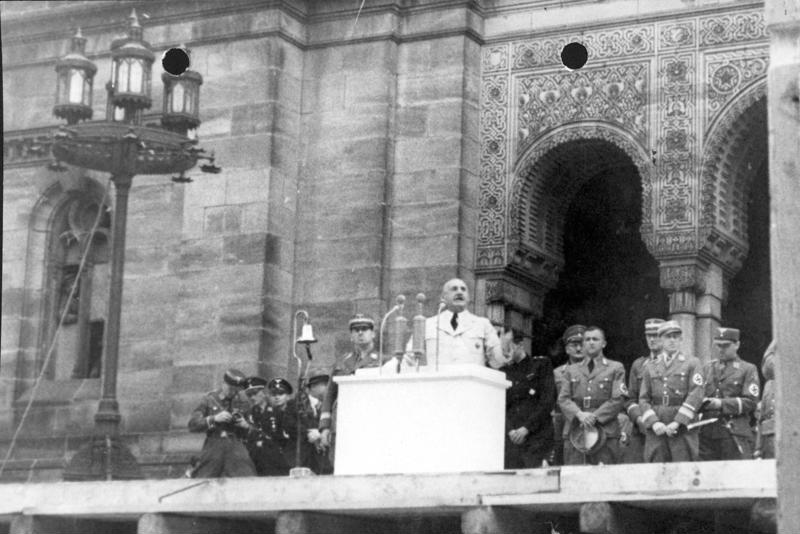
La cerimonia nazista per l'inizio dei lavori demolizione il 10 agosto 1938

Proprio per la sua visibilità e bellezza architettonica la sinagoga finì ben presto nel mirino delle autorità naziste decise ad eliminare le tracce più evidenti della presenza ebraica in Germania, soprattutto a Norimberga, una delle città-simbolo del movimento nazista, scelta come sede dei raduni del Partito. Nell'agosto 1938 la sinagoga maggiore di Norimberga divenne così la seconda tra le sinagoghe monumentali della Germania ad essere demolite dalle autorità naziste. Lo stesso destino era toccato nel giugno 1938 alla sinagoga vecchia maggiore di Monaco. Sarà quindi la volta della sinagoga vecchia di Dortmund (settembre 1938), fino a che la quasi totalità delle oltre 1000 sinagoghe tedesche andò distrutta nel novembre dello stesso anno negli incendi della notte dei cristalli (Kristallnacht).
Per giustificare l'esproprio, le autorità naziste cittadine diedero inizio sin dal 1934 ad una violenta campagna denigratoria su basi pseudo-artistiche sostenendo che la sinagoga era una "vergogna" e uno "scempio ambientale" in quanto la sua architettura neomoresca era incompatibile con la purità del carattere "tedesco" della città. Il 23 aprile 1938 il borgomastro della città scrisse sul piano urbanistico della città che "la soluzione può essere raggiunta solo con la completa eliminazione dell'edificio della sinagoga". Si fecero pressioni perché la comunità ebraica cedesse "volontariamente" la proprietà dell'edificio. Al suo rifiuto la sinagoga fu espropriata il 3 agosto 1938 e con una cerimonia pubblica il 10 agosto si diede immediatamente inizio ai lavori di demolizione, che saranno terminati prima dell'inizio del congresso del partito dello stesso anno. La comunità ebraica, su consiglio dell'architetto non ebreo Fritz Frisch, riuscì a estrarre la Judenstein, una pietra di 500 anni, resto della sinagoga medievale di Norimberga, che nel 1909 era stata murata nell'arca santa, e a metterla in sicurezza seppellendola nel cimitero ebraico. Nel novembre 1938, nella notte dei cristalli, saranno bruciate e distrutte anche tutte le altre sinagoghe della città.
La comunità ebraica di Norimberga che nei primi anni 1930 contava oltre 9.000 membri fu praticamente annientata con l'Olocausto, per rinascere faticosamente solo nel dopoguerra. Una nuova sinagoga fu aperta nel 1984.

## Memoria

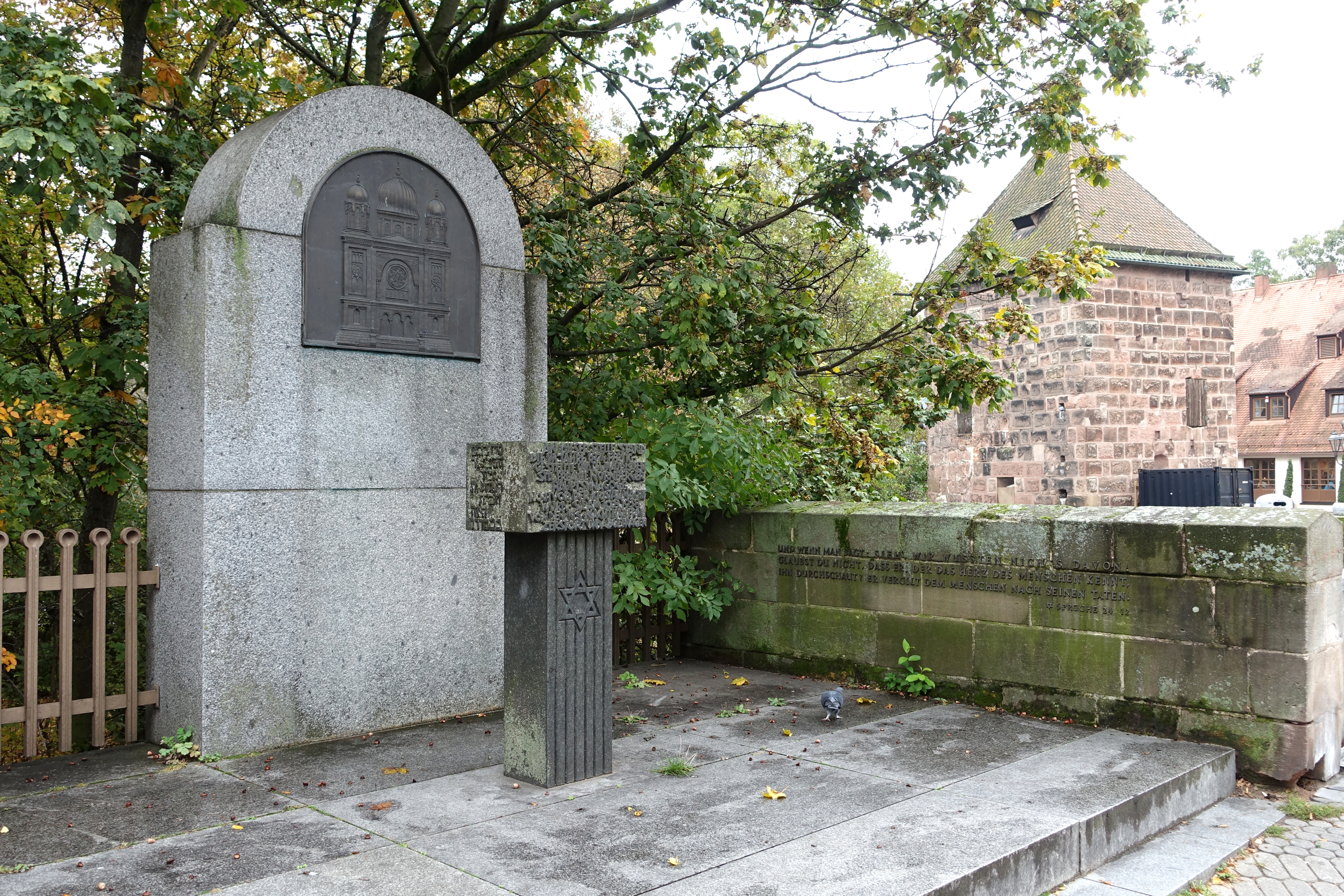
Il monumento commemorativo

Per quanto l'area dove sorgeva la sinagoga fosse rimasta libera, i piani di ricostruzione post-bellica di Norimberga non prevedevano nessun progetto di riedificazione della sinagoga. Ironicamente a portare avanti quei piani furono quegli stessi architetti, a cominciare da Heinz Schmeißner, cui era stata affidata nel periodo nazista la sua demolizione. Il terreno fu adibito in parte ad edilizia abitativa, in parte usato per l'apertura di una nuova strada.
Il 23 settembre 1987, la Judenstein, dissepolta dal cimitero ebraico, fu ricollocata nell'arca santa della nuova sinagoga della città, aperta nel 1984, a ricordo delle "sinagoghe di Norimberga distrutte nel 1499 e 1938".
Soltanto a questo punto, nel 1988 un monumento commemorativo, opera di August Hofman, fu eretto sul sito a memoria della sinagoga distrutta. Il monumento presenta una lapide in bronzo raffigurante in bassorilievo la sinagoga e un'iscrizione in tedesco e ebraico:
"In questo luogo sorgeva la grande sinagoga di Norimberga, costruita nel 1874 in stile neomoresco. Ancor prima della notte dei cristalli, fu distrutta il 10.08.1938 dalle autorità naziste e rasa al suolo".